# هیلی ارشاد
هیلی ارشاد (زاده ۱۳۴۷ ولسوالی بگرام ولایت پروان) سیاستمدار افغانستان و نماینده مردم کوچی در دوره شانزدهم مجلس نمایندگان است. وی در مجلس شانزدهم نمایندگان افغانستان عضو کمیسیون امور دینی، فرهنگی، تحصیلات عالی و معارف می‌باشد.

## زندگی‌نامه
هیلی ارشاد زاده ۱۳۴۷ از ولسوالی بگرام ولایت ولایت پروان می‌باشد. وی تحصیلات متوسطه خود را در لیسه/دبیرستان رابعه بلخی به اتمام رسانید و سند لیسانس خود را از دانشگاه کابل در رشته حقوق و علوم سیاسی کسب کرد.

## دیگر فعالیت‌ها
دیگر فعالیت‌های ایشان:
- مشاور وزارت معارف (۱۳۸۵-۱۳۸۶).
- مشاور وزارت داخله (۱۳۸۷-۱۳۸۸).